# Adam Smith (lední hokejista)
Adam Smith (* 6. listopadu 1996 Sharon, Ontario) je kanadský hokejový obránce.

## Hráčská kariéra
- 2013–14 Newmarket Hurricanes OJHL
- 2014–15 Newmarket Hurricanes OJHL
- 2015–16 Newmarket Hurricanes "A" OJHL, Bowling Green State Univ. NCAA
- 2016–17 Bowling Green State Univ. NCAA
- 2017–18 Bowling Green State Univ. NCAA
- 2018–19 Bowling Green State Univ. NCAA, Atlanta Gladiators ECHL
- 2019–20 Milwaukee Admirals AHL, Florida Everblades ECHL
- 2020–21 Wheeling Nailers ECHL
- 2021–22 Wheeling Nailers "A" ECHL, Wilkes-Barre/Scranton Penguins AHL
- 2022–23 Wheeling Nailers "A" ECHL, Wilkes-Barre/Scranton Penguins AHL, HC Oceláři Třinec ELH
- 2023/2024 HC Oceláři Třinec ELH
- 2024/2025 HC Oceláři Třinec ELH, Eisbären Berlín DEL